# アンプラグド〜アコースティック・クラプトン
『アンプラグド〜アコースティック・クラプトン』(英語: Unplugged)は、1992年に発表されたエリック・クラプトンのライヴ・アルバム。

## 解説
MTVアンプラグドで放送された、アコースティック・ギター中心のパフォーマンスを収録。アルバムは全米1位の大ヒットとなる。グラミー賞ではアルバムがアルバム・オブ・ザ・イヤー及び最優秀男性ロック・ボーカル・パフォーマンス賞を受賞したのに加えて、本作に収録された「いとしのレイラ」が最優秀ロック・ソング賞を受賞した。「オールミュージック」の評論家Stephen Thomas Erlewineは、「アコースティック音楽、とりわけアンプラグド・アルバムを1990年代前半の流行にしたアルバム」と評している。
尚、このライブアルバムはギネス認定の世界で最も売れたライブアルバムである。
ロバート・ジョンソンの「ウォーキング・ブルース」「モルテッド・ミルク」、マディ・ウォーターズの「ローリン&タンブリン」といったブルースの楽曲もカバー。

## 収録曲
1. サイン - Signe (Eric Clapton)
2. ビフォー・ユー・アキューズ・ミー - Before You Accuse Me (Ellas McDaniel)
3. ヘイ・ヘイ - Hey Hey (Big Bill Broonzy)
4. ティアーズ・イン・ヘヴン - Tears in Heaven (E. Clapton, Will Jennings)
5. ロンリー・ストレンジャー - Lonely Stranger (E. Clapton)
6. ノーバディ・ノウズ・ユー - Nobody Knows You When You're Down and Out (Cox)
7. いとしのレイラ - Layla (E. Clapton, Jim Gordon)
8. ランニング・オン・フェイス - Running on Faith (Jerry Williams)
9. ウォーキング・ブルース - Walkin' Blues (Robert Johnson)
10. アルバータ - Alberta (Traditional)
11. サンフランシスコ・ベイ・ブルース - San Francisco Bay Blues (Jesse Fuller)
12. モルテッド・ミルク - Malted Milk (R. Johnson)
13. オールド・ラヴ - Old Love (E. Clapton, Robert Cray)
14. ローリン&タンブリン  - Rollin' and Tumblin (Muddy Waters)

## レコーディング・メンバー
- エリック・クラプトン - ギター、ボーカル
- アンディ・フェアウェザー・ロウ - ギター
- レイ・クーパー - パーカッション
- ネイザン・イースト - ベース、バック・ボーカル
- スティーヴ・フェローン - ドラムス
- チャック・リーヴェル - キーボード
- マック・キスーン、ケイティ・キスーン、テッサ・ナイルズ - バック・ボーカル